# Calliopsis hondurasica
Calliopsis hondurasica är en biart som beskrevs av Cockerell 1949. Calliopsis hondurasica ingår i släktet Calliopsis och familjen grävbin. Inga underarter finns listade.